# Salsola imbricata
Salsola imbricata är en amarantväxtart som beskrevs av Peter Forsskål. Salsola imbricata ingår i släktet sodaörter, och familjen amarantväxter.

## Underarter
Arten delas in i följande underarter:
- S. i. gaetula
- S. i. imbricata